# NGC 4553
NGC 4553 (другие обозначения — ESO 322-30, MCG -6-28-6, DCL 76, PGC 42018) — галактика в созвездии Центавр.
Этот объект входит в число перечисленных в оригинальной редакции «Нового общего каталога».